# (13813) 1998 YX
(13813) 1998 YX est un astéroïde de la ceinture principale d'astéroïdes découvert en 1998.

## Description
(13813) 1998 YX a été découvert le 16 décembre 1998 à l'observatoire astronomique d'Ōizumi, situé à Ōizumi, dans la préfecture de Gunma, au Japon, par Takao Kobayashi.

### Caractéristiques orbitales
L'orbite de cet astéroïde est caractérisée par un demi-grand axe de 3,1 UA, un périhélie de 2,75 UA, une excentricité de 0,09 et une inclinaison de 11,69° par rapport à l'écliptique. Du fait de ces caractéristiques, à savoir un demi-grand axe compris entre 2 et 3,2 UA et un périhélie supérieur à 1,666 UA, il est classé, selon la JPL Small-Body Database, comme objet de la ceinture principale d'astéroïdes.

### Caractéristiques physiques
(13813) 1998 YX a une magnitude absolue (H) de 12,4 et un albédo estimé à 0,170.